# Sân bay Bar Yehuda
Sân bay Bar Yehuda (tiếng Hebrew מנחת בר־יהודה, minḥat bar-yehuda; đôi khi được gọi là Sân bay Masada) (IATA: MTZ, ICAO: LLMZ), được đặt tên theo Israel Bar-Yehuda, là một sân bay nằm ở phía nam sa mạc Judea, giữa Arad và Ein Gedi, phía nam Biển Chết. Được mở cửa năm 1963, sân bay này có cự ly 4,2 km so với pháo đài Metsadah và cách 2h xe hơi so với Jerusalem, Israel. Sân này chủ yếu được sử dụng làm sân bay thay thế và bay ngắm cảnh.
Với mức cao sân bay -1.233 feet (-378 m) dưới mực nước biển, đây được coi là Sân bay thấp nhất thế giới.
Với địa thế như vậy, không khó hiểu khi ở đây các hoạt động hàng không dân dụng diễn ra một cách ít ỏi.